# Vittoriosa Stars Football Club
Vittoriosa Stars Football Club é um clube de futebol da cidade de Birgu, em Malta. Nunca venceu o Campeonato Maltês.